# Education highway
Education highway (EDUHI, damals IST) ist ein Projekt zur Unterstützung der Einführung des Schulfachs Informations- und Kommunikationstechnologie (IKT) im oberösterreichischen Bildungswesen. education highway wurde 1985 von Anton Knierzinger gegründet und bis 2009 geleitet. 2011 wurde education highway als Organisation mit dem Landesbildungsmedienzentrum (BIMEZ) zur Education Group GmbH fusioniert.
Der Name wurde an Anlehnung an den Begriff data highway gewählt und soll auch im Informationszeitalter den Vorrang umfassender Bildung gegenüber reiner Information ausdrücken.
Von 1985 bis 2001 war der Standort von education highway die Pädagogische Hochschule der Diözese Linz. 2001 übersiedelte die Institution in das neu gegründete Techcenter Linz Winterhafen.